# Уилям Мърфи
Уилям Пари Мърфи (на английски: William Parry Murphy) е американски лекар, споделил Нобеловата награда за физиология или медицина през 1934 г. с Джордж Майнът и Джордж Уипъл за работата им по откриването на лечение за макроцитна анемия.

## Научна дейност
През 1924 г. Мърфи провежда експерименти върху кучета, като им пуска кръв, за да предизвика анемия, и след това ги храни с различни вещества, като следи възстановяването им. Той открива, че поглъщането на голямо количество черен дроб изглежда излекува болестта. Майнът и Уипъл се захващат с опити да изолират химически лечебното вещество и накрая успяват да изолират витамин B12.